# Christmas Made to Order
Christmas Made to Order is een Amerikaanse televisiefilm uit 2018 onder regie van Sam Irvin. De kerstfilm werd gemaakt voor het Amerikaanse televisienetwerk Hallmark Channel.

## Verhaal
Steven is een architect en nodigt dit jaar zijn familie uit om bij hem thuis kerstmis te vieren. Hij huurt een kerstdecorateur in om zijn huis te versieren en al gauw raakt hij op haar verliefd.

## Rolverdeling
- Alexa PenaVega als Gretchen
- Jonathan Bennett als Steven
- Jo Marie Payton als Rachel
- Jacob Young als Jeff
- Chelsea Gilson als Marie
- Andrew Roach als Tom
- Nathan Nonhof als Nolan
- Bailee Michelle Johnson als Paige
- April Matson als Kirsten

## Achtergrond
De film werd in Nederland in 2020 uitgebracht op Netflix en Videoland. Op de Nederlandse Netflix was de film in begin november 2020 de best bekeken film van de video-on-demanddienst.